# إذاعة هانوي

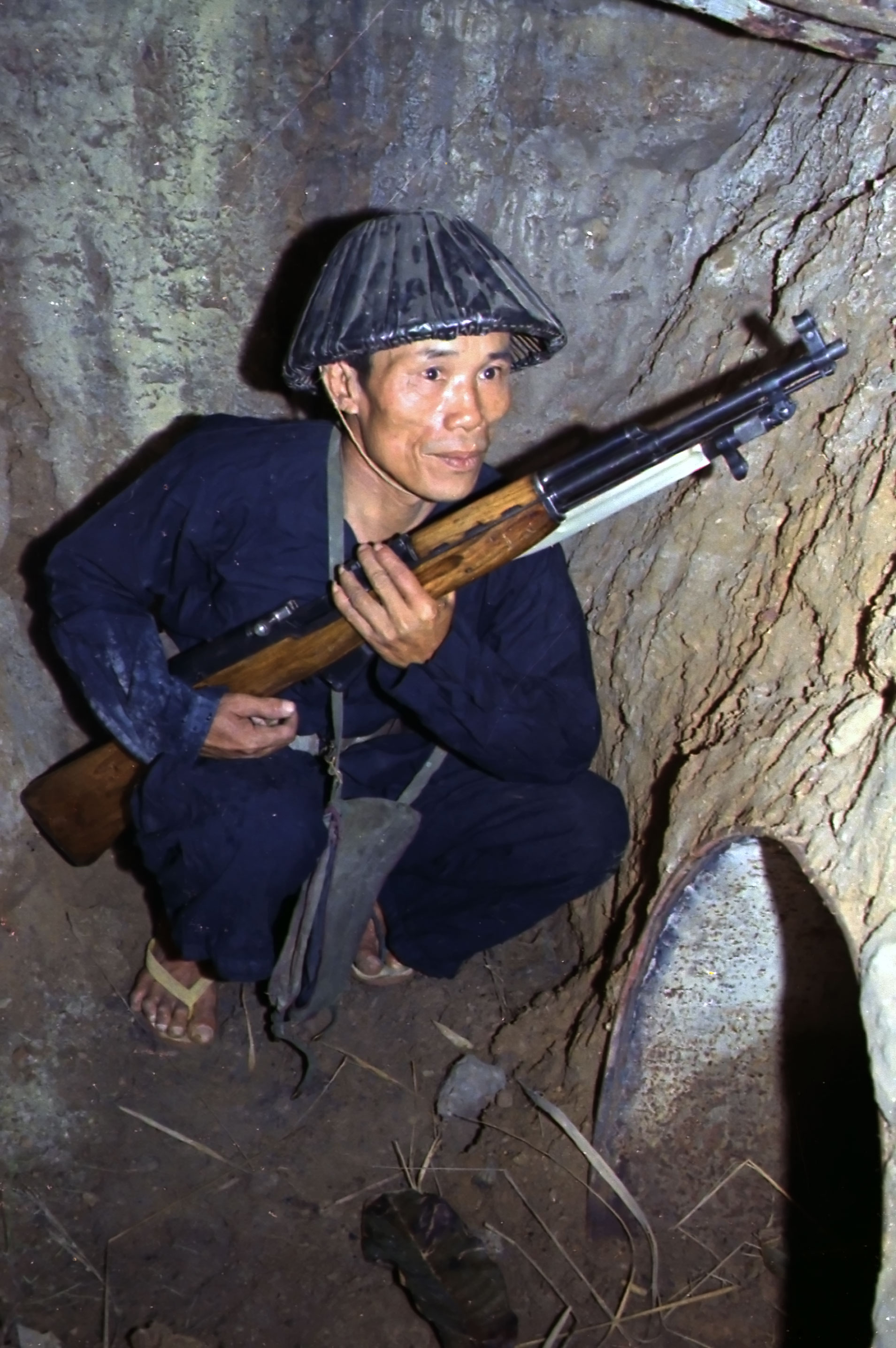

إذاعة هانوي (بالإنجليزية: Radio Hanoi) هي محطة إذاعة سياسيَّة أدارها جيش دولة شمال فيتنام خلال الحرب الفيتنامية. ولعل أشهر شخصية إذاعية ظهرت عبر أثير تلك الإذاعة كانت المذيعة الفيتنامية هانوي هانا.
في سبتمبر من عام 1967م، بثَّت الإذاعة رسالة للجنرال فون نجوين جياب تحت عنوان: «النَّصْر الكبير، المٌهمَّة العظيمة». لم يُدْرِك الأمريكيون حقيقة تلك الرسالة عند سماعهم لها، ولكنه قد تبيَّن أن محتواها كان تخطيطًا وأوامرًا خاصةً بهجوم عسكريّ قادم، وكان ذلك هجوم تيت الذي وَقَعَت أحداثه في 30 يناير 1968م. وقال جياب في تلك الرسالة: «الجنرالات الأمريكيون متغطرسون وغير موضوعيّون ودائمًا ما يقعون في مصيدة المفاجأة ويتعرَّضون للهزيمة».
وفي بداية عملية لاينباكير 2 في ديسمبر عام 1972م، أرسلَت القوات الأمريكية طائرة جويَّة من طراز إف-111 آردفارك في محاولةٍ منها لقَصْف مٌنْشَآت إذاعة هانوي، ولكن المحاولة باءت بالفشل حينما أُسْقِطَت تلك الطائرة.